# Sherwood Anderson
Sherwood Anderson (Camden, Ohio, 13 de septiembre de 1876-Ciudad de Colón, Panamá, 8 de marzo de 1941) fue un escritor estadounidense, maestro de la técnica del relato corto, y uno de los primeros en abordar los problemas generados por la industrialización.

## Trayectoria
Se crio en una familia campesina y dejó la escuela a los 14 años. Durante los años siguientes se dedicó a trabajar en diversos oficios. Después fue soldado en Cuba, durante la guerra hispano-estadounidense. Con el objetivo de dedicarse a la literatura, se mudó a Chicago donde empezó a escribir novelas y poemas. Su obra se ganó el aprecio de Theodore Dreiser, Carl Sandburg, y Ben Hecht, entre otros.
Uno de sus libros más aclamados es Winesburg, Ohio, colección de 22 relatos relacionados entre sí —uno de ellos en cuatro partes— que muchos críticos consideran en realidad una novela y uno de los mejores libros en lengua inglesa del siglo XX. Describe, a medio camino entre el análisis psicológico y el sociológico, las frustraciones de los habitantes de una pequeña comunidad rural incapaces de adaptarse a las nuevas formas de vida.
Falleció de una peritonitis, por haberse tragado un mondadientes que le generó la infección. Muchas obras suyas fueron publicadas después de su muerte en Panamá. Yace en el cementerio de Round Hill en Marion, Virginia, bajo el epitafio 

La vida, no la muerte, es la gran aventura.

## Obras (traducidas)
- Winesburg, Ohio (1919), colección de relatos
- Pobre blanco (1920), novela
- Muchos matrimonios (1923), novela
- La canción de las máquinas (1931, ensayos)
- Muerte en el bosque (1933), colección de relatos
- Existe una recopilación de todos los cuentos de Anderson, titulada Cuentos reunidos (Lumen, 2009).
- El triunfo del huevo, traducción de Paula Zumalacárregui Martínez. greylock, colección narrativas [n]. 2019, 360 páginas.
- "Tar, una infancia en el medio oeste", traducción de José Luis Piquero, Editorial Pre-Textos (2023)